# Dinar de Bòsnia i Hercegovina
El dinar de Bòsnia i Hercegovina (en croat Bosanskohercegovački dinar o, simplement, dinar; en serbi Босанско-херцеговачки динар o, simplement, динар) fou la unitat monetària oficial de Bòsnia i Hercegovina entre 1992 i 1998, usat a les regions sota control bosnià. El codi ISO 4217 era BHD. No disposava de moneda fraccionària.
Bòsnia i Hercegovina es va declarar independent de Iugoslàvia el març de 1992. El primer dinar bosnià es va emetre el juliol d'aquell any, en substitució de la versió del dinar iugoslau de 1990 (YUN) a raó de 10 dinars iugoslaus per un de bosnià. Per tant, el dinar bosnià tenia el mateix valor que la versió del dinar iugoslau de 1992 (YUR).
La primera emissió de dinars bosnians fou simplement una sobreimpressió dels dinars iugoslaus. Arran de la gran inflació que patí el país, es va introduir un segon dinar bosnià el 1994, a raó de 10.000 dinars antics per cada un de nou. De tota manera, tant l'un com l'altre van circular només pels territoris controlats pels bosnians (vegeu Guerra de Bòsnia), ja que a les àrees de control croat s'usava el dinar croat i posteriorment la kuna, mentre que els territoris sota control serbi usaven el dinar de la Republika Srpska.
Emès pel Banc Central de Bòsnia i Hercegovina (Centralna Banka Bosne i Hercegovine / Централна Банка Босне и Черцеговине), només se'n van imprimir bitllets, no pas monedes, amb el valor d'1, 5, 10, 20, 50, 100, 500 i 1.000 dinars.
Fou substituït pel marc convertible el 1998. Tal com el nom indica, el nou marc bosnià era convertible en Deutsche Marks fins que la moneda alemanya fou substituïda per l'euro.